# Eugene Wigner
Eugene Paul Wigner (Budapeste, 17 de novembro de 1902 — Princeton, 1 de janeiro de 1995) foi um físico húngaro.
Foi laureado com o Nobel de Física de 1963, por contribuições para a teoria do núcleo atômico e partículas elementares, particularmente pela descoberta e aplicações dos princípios fundamentais de simetria.

## Publicações selecionadas
- Wigner, E. P. (1939), «On unitary representations of the inhomogeneous Lorentz group», Annals of Mathematics, 40 (1): 149–204, doi:10.2307/1968551, .
- (com Creutz, E. C. & R. R. Wilson) "Absorption of Thermal Neutrons in Uranium," Universidade de Princeton, Departamento de Energia dos Estados Unidos (through predecessor agency the Atomic Energy Commission), (Sept. 26, 1941).
- "Radioactivity of the Cooling Water," Metallurgical Laboratory of the University of Chicago, Departamento de Energia dos Estados Unidos (through predecessor agency the Atomic Energy Commission), (March 1, 1943).
- "Solutions of Boltzmann`s Equation for Mono-energetic Neutrons in an Infinite Homogeneous Medium," Metallurgical Laboratory of the University of Chicago, Departamento de Energia dos Estados Unidos (through predecessor agency the Atomic Energy Commission), (Nov. 30, 1943).
- (com Weinberg, A. M. & J. Stephenson) "Recalculation of the Critical Size and Multiplication Constant of a Homogeneous UO{sub 2} – D{sub 2}O Mixtures," Metallurgical Laboratory of the University of Chicago, (Feb. 11, 1944).
- (com F.L. Friedman) "On the Boundary Condition Between Two Multiplying Media," Metallurgical Laboratory of the University of Chicago, (April 19, 1944).
- (com J. E. Wilkins, Jr.) "Effect of the Temperature of the Moderator on the Velocity Distribution of Neutrons with Numerical Calculations for H as Moderator," Oak Ridge National Laboratory (ORNL), Departamento de Energia dos Estados Unidos (through predecessor agency the Atomic Energy Commission), (Sept. 14, 1944).
- "On the Variation of Eta with Energy in the 100-1000 ev Region," Brookhaven National Laboratory, Departamento de Energia dos Estados Unidos (through predecessor agency the Atomic Energy Commission), (Nov. 1, 1949).
- "The Magnitude of the Eta Effect," Du Pont de Nemours (E.I.) & Co., Departamento de Energia dos Estados Unidos (through predecessor agency the Atomic Energy Commission), (April 25, 1951).
- 1958 (com Alvin Weinberg). Physical Theory of Neutron Chain Reactors (University of Chicago Press. ISBN 0-226-88517-8
- 1959. Group Theory and its Application to the Quantum Mechanics of Atomic Spectra. New Yor: Academic Press. Translation by J. J. Griffin of 1931, Gruppentheorie und ihre Anwendungen auf die Quantenmechanik der Atomspektren, Vieweg Verlag, Braunschweig.
- 1960, "The Unreasonable Effectiveness of Mathematics in the Natural Sciences," Communications on Pure and Applied Mathematics 13(1): 1–14.
- 1970. Symmetries and Reflections: Scientific Essays. MIT Press. ISBN 0-262-73021-9
- 1992 (as told to Andrew Szanton). The Recollections of Eugene P. Wigner. Plenum. ISBN 0-306-44326-0
- 1997 (com G. G. Emch; Jagdish Mehra and Arthur S. Wightman, eds.). Philosophical Reflections and Syntheses. Springer. ISBN 3-540-63372-3